# Irving Jacoby
Irving A. Jacoby (* 28. Mai 1909 in Manhattan, New York; † 1. Dezember 1985 in New Haven, Connecticut) war ein US-amerikanischer Filmproduzent, Autor und Regisseur.

## Leben und Wirken
Irving Jacoby absolvierte ein Studium am City College of New York, das er 1929 abschloss. Im Anschluss studierte er bis 1930 an der Universität in Wien unter Max Reinhardt. Danach kehrte er nach New York zurück, wo er als Stage Manager am Fifth Avenue Playhouse tätig war und sich an verschiedenen Theaterprojekten beteiligte. So produzierte er mit John Hammond Broadway-Stücke wie Jayhawker von Sinclair Lewis und Little Old Boy von Joseph Losey. Außerdem arbeitete er als Autor, schrieb Werbefilm-Skripte für Warner Brothers, Musicaltexte, Sketche und in Zusammenarbeit mit Dr. Seuss mehrere Cartoons.
1936 lernte Jacoby in London John Grierson kennen, durch den er Interesse am Dokumentarfilm entwickelte. Zwei Jahre später trat er als Nachfolger von W. H. Auden eine Autorenstelle  bei der britischen GPO Film Unit an, dessen erster Direktor Grierson gewesen war. Zurück in New York produzierte Jacoby den Dokumentar-Kurzfilm High Over the Borders (1942) für das von Grierson inzwischen begründete National Film Board of Canada. Die in Zusammenarbeit mit John Fernhout entstandene Dokumentation über Zugvögel wurde für einen Oscar nominiert. Im Februar 1942 eröffnete auf Jacobys Initiative hin am City College das Institute of Film Techniques, das das Studium der Produktion von Dokumentarfilmen ermöglichte. Jacoby lehrte dort und übernahm für zwei Jahre die Leitung des Instituts. Sein Nachfolger wurde Hans Richter.
Ab 1943 leitete Jacoby die Non-Theatrical-Section der europäischen Niederlassung des Office of War Information (OWI). In dieser Zeit produzierte er den Film The Capital Story über den United States Public Health Service. 1946 gründete Jacoby mit Fernhout, Henwar Rodakiewiecz und Willard Van Dyke in Manhattan das Unternehmen Affiliated Film Producers Inc., wobei Fernhout und Rodakiewiecz es bald wieder verließen. Zunächst Schatzmeister, wurde Jacoby später Präsident des Unternehmens, außerdem betätigte er sich dort als Produzent und Autor von verschiedenen Dokumentarfilmen. So entstand im Auftrag des US State Department der Film Journey Into Medicine (1946) über den Werdegang eines jungen Medizinstudenten. Während Jacoby das Skript schrieb und als Produzent agierte, übernahm Van Dyke die Regie. Die Kamera führte Boris Kaufman, den Jacoby zuvor bereits als Mitarbeiter bei OWI eingeführt hatte. Im Jahr darauf folgte The Photographer, eine kurze Dokumentation über Van Dykes Mentor Edward Weston. Danach produzierte Affiliated die fünfteilige Serie The Marriage for Moderns als Begleitung zu einem bei McGraw-Hill erschienenen gleichnamigen Buch von Henry A. Bowman. Die Kurzfilmreihe zeigte Konfliktszenen aus dem Alltag verschiedener Paare und diente zur Vorführung in Schulklassen.
1948 lernte Jacoby seine zukünftige Frau Alberta (geb. Smith, in erster Ehe verheiratet Altmann; 1911–1992), kennen. Mit ihr begründete er im Jahr darauf das Mental Health Film Board als eine Abteilung des National Committee for Mental Hygiene. Das Unternehmen produzierte über 100 Dokumentarfilme über Themen wie psychische Erkrankungen, Jugendkriminalität und Drogenmissbrauch.
Eine der bekannteren von Jacobys Produktionen wurde Alexander Hammids Kurzfilm Angry Boy (1950), der die psychiatrische Behandlung eines Jungen in einer Child Guidance Clinic positiv darstellte. Mit ca. 600 verkauften Kopien in den ersten drei Jahren war der Film für seine Zeit sehr erfolgreich. Dagegen war der Dokumentation The Lonely Night (1954) mit Marian Seldes in der Hauptrolle einer psychisch Kranken, eine der wenigen abendfüllenden Regiearbeiten von Jacoby, nicht der erhoffte künstlerische Erfolg beschieden.
1959 wirkte Jacoby als Co-Produzent an dem Kurzfilm Skyscraper mit, der den Bau eines Hochhauses in New York zeigt. Dafür wurde Jacoby neben Van Dyke und Regisseurin Shirley Clarke 1960 für einen Oscar in der Kategorie Bester Kurzfilm nominiert.
Jacoby war als Autor und Produzent an einigen der ersten Dokumentarfilme über die Therapie psychisch Kranker beteiligt. 1975 wurde er für seine Verdienste auf diesem Gebiet mit dem Robert Morse Award der American Psychiatric Association ausgezeichnet.
Jacoby lebte zuletzt in Guilford, einer Stadt in Connecticut. Er starb 1985 mit 76 Jahren im Yale-New Haven Hospital. Er hinterließ seine Frau und zwei gemeinsame Kinder. Sein Sohn Oren Jacoby ist ebenfalls Filmproduzent.

## Filmografie (Auswahl)
- 1931: ’Neath the Bababa Tree
- 1942: High Over the Borders (Dokumentar-Kurzfilm)
- 1945:	The Capital Story
- 1946: The Pale Horseman
- 1947: Journey Into Medicine (Dokumentarfilm)
- 1948: The Photographer (Dokumentar-Kurzfilm)
- 1950: This Charming Couple (Kurzfilm aus der Reihe Marriage for Moderns)
- 1950: Marriage Today (Kurzfilm aus der Reihe Marriage for Moderns)
- 1950: Angry Boy (Dokumentar-Kurzfilm)
- 1950: Choosing for Happiness (Kurzfilm)
- 1954: Who’s Right? (Kurzfilm aus der Reihe Marriage for Moderns)
- 1954: The Lonely Night (Dokumentarfilm)
- 1954: Man to Man
- 1955: Toby and the Tall Corn
- 1955: Broken Appointment
- 1959: Skyscraper (Kurzfilm)
- 1960:	Children of Chance
- 1960: The Hickory Stick
- 1962: The Drop Out
- 1966: Community Mental Health
- 1968: Snow Treasure
- 1970: I Just Don’t Dig Him
- 1972: Hitch
- 1973: First Friends